# James Macnaghten Hogg
James Macnaghten McGarel-Hogg, 1. baron Magheramorne (James Macnaghten McGarel-Hogg, 1st Baron Magheramorne, 2nd Baronet Hogg of Upper Grosvenor Street) (3. květen 1823, Kalkata, Indie – 27. června 1890, Londýn, Anglie) byl britský politik, člen Konzervativní strany. Dvacet let byl poslancem Dolní sněmovny, zásluhy si získal především v rozvoji Londýna jako dlouholetý předseda úřadu Metropolitan Board of Works (1870-1890). V roce 1887 získal titul barona a vstoupil do Sněmovny lordů.

## Životopis
Pocházel z původně skotské rodiny, která v 17. století přesídlila do Irska. Narodil se v Indii do početné rodiny bengálského administrátora a pozdějšího dlouholetého člena Dolní sněmovny Jamese Weir-Hogga (1790-1876). Po nedokončených studiích v Oxfordu sloužil v armádě, kde dosáhl hodnosti podplukovníka. V letech 1865-1868 a 1871-1887 byl členem Dolní sněmovny za Konzervativní stranu. Uplatnil se především ve správě Londýna, v letech 1870-1890 byl předsedou úřadu Metropolitan Board of Works. V roce 1876 po otci zdědil titul baroneta, o rok později přijal alianční příjmení McGarel-Hogg. V roce 1887 získal titul barona a vstoupil do Sněmovny lordů. V roce 1874 obdržel Řád lázně.
Jeho manželkou byla Caroline Douglas-Pennant (1834-1924), dcera 1. barona Penrhyna. Jejich nejstarší syn James Douglas McGarel-Hogg, 2. baron Magheramorne (1861-1903), zkrachoval ve svých obchodních aktivitách a zemřel v Paříži, titul barona pak postupně zdědili jeho mladší bratři Dudley (1863-1946) a Ronald (1863-1957). Úmrtím třetího barona Ronalda v roce 1957 tento šlechtický titul zanikl.
Z potomstva Jamesova bratra Quintina Hogga (1845-1903) vzešlo ve třech generacích několik významných osobností Konzervativní strany. Synovec Douglas Hogg, 1. vikomt Hailsham (1872-1950) byl lordem kancléřem a ministrem války, prasynovec Quintin Hogg, 2. vikomt Hailsham (1907-2001) zastával funkce lorda kancléře, ministra školství a ministra námořnictva.